# Gordana-Kosanović-Schauspielerpreis
Der Gordana-Kosanović-Schauspielerpreis wurde 1986 vom Förderverein des Theaters an der Ruhr begründet. Er soll an die mit 33 Jahren früh verstorbene, herausragende Schauspielerin und Mitbegründerin dieses Theaters erinnern. Verliehen wird er an einen Schauspieler oder eine Schauspielerin für außergewöhnliche darstellerische Leistungen auf dem Theater. 
Seit der Spielzeit 2020/21 vergibt der Förderverein den Preis jährlich im Rahmen der Mülheimer Theatertage. Er zeichnet Schauspieler und Schauspielerinnen der gastierenden Ensembles aus, die durch besondere darstellerische Leistungen ins Auge fallen. Aktuell ist der Preis mit 3.000 Euro dotiert.

## Preisträger
- 1987: Ulrich Wildgruber, Deutschland
- 1989: Miki Manojlović, Serbien; Veronica Drolc, Jugoslawien (Slowenien)
- 1991: Kirsten Dene, Deutschland
- 1994: Alexander Mesenzew, GUS
- 1996: Angela Winkler, Deutschland
- 1999: Slobodan Beštić, Serbien
- 2001: Narges Hashempour, Iran; Anna Mele, Turkmenistan
- 2003: Sabah Bouzouita, Tunesien
- 2006: Karin Neuhäuser, Deutschland
- 2009: Herbert Fritsch, Deutschland
- 2013: Kristof Van Boven[4], Belgien
- 2017: Michael Maertens, Deutschland
- 2022: Julia Wieninger, Deutschland
- 2023: Vidina Popov, Österreich[5]